# کهشور عسگر بابایی
کهشورعسگر بابائی یک روستا در ایران است که در دهستان کوشک (اندیکا) واقع شده‌است. کهشورعسگر بابائی ۵۵ نفر جمعیت دارد.